# のこぎり波

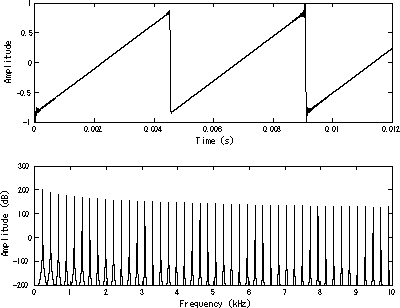
帯域制限のあるのこぎり波を時間領域（上）と周波数領域（下）で表したもの。基本周波数は 220 Hz (A2)

のこぎり波（、英: sawtooth wave）は鋸の歯に似た波形をもつ区分的に線形な周期関数である。鋸歯状波（）とも。

## 概要
のこぎり波は「一定の変化率で線形に値が変化し、上限に達すると非連続に下限値へ移行する」を繰り返す区分的に線形な周期関数である（⇒ #定義）。波形がのこぎりの歯に似た形状を示すことからこう呼ばれる（⇒ #名称）。区分線形性や周期性などの特徴をもつ（⇒ #性質）。いくつかの生成法および近似法があり（⇒ #生成と近似）、音楽など様々な分野で応用されている（⇒ #応用）。

## 定義
定義域 {\displaystyle t\in \mathbb {R} ^{1}}、振幅 {\displaystyle A\in \mathbb {R} ^{1}}、周期 {\displaystyle T\in \mathbb {R} ^{1}} ののこぎり波 {\displaystyle x(t)\in \mathbb {R} ^{1}} は以下のように定義される。

### 区分線形関数による定義
区分線形関数を用い、のこぎり波は以下で定義される：
{\displaystyle x(t):={\frac {2A}{T}}t-2Ak,\qquad {\frac {(2k-1)T}{2}}<t\leq {\frac {(2k+1)T}{2}}\ \forall k\in \mathbb {Z} }
すなわち、x軸長が {\displaystyle T}で左端値が {\displaystyle -A}、右端値が {\displaystyle +A}になる線分が繰り返される連続時間信号がのこぎり波である。

### 床関数による定義
床関数 {\displaystyle \operatorname {floor} (\cdot )} を用い、のこぎり波は以下で定義される：
{\displaystyle x(t):={\frac {2A}{T}}t-2A\cdot \operatorname {floor} \left({t \over T}+{1 \over 2}\right)}
こののこぎり波関数は正弦関数と同じ位相である。

## 名称
波形の見た目が鋸（のこぎり）の歯のように見えることからそのように呼ばれる。
徐々に下がっていって急上昇することを繰り返すのこぎり波もある。これを特に逆のこぎり波（、英: reverse sawtooth wave, 英: inverse sawtooth wave）とも呼ぶ。

## 性質
のこぎり波は以下の性質をもつ：
- 周期関数
- 区分線形関数

### フーリエ級数による近似
フーリエ級数を用い、のこぎり波は以下で近似できる：
{\displaystyle x(t)\approx {\frac {2A}{\pi }}\sum _{k=1}^{\infty }{\frac {(-1)^{k+1}}{k}}\sin {\frac {2\pi kt}{T}}}

### 振幅スペクトルの反比例減衰
のこぎり波の周波数スペクトルは周波数に反比例して振幅が減衰する。
基本周波数 {\displaystyle f_{o}:=T^{-1}}, 周波数 {\displaystyle f_{k}:=kf_{o}} を用いると、のこぎり波は以下で表現できる：
{\displaystyle x(t)\approx {\frac {2A}{\pi }}\sum _{k=1}^{\infty }{\frac {f_{o}(-1)^{k+1}}{kf_{o}}}\sin(2\pi kf_{o}t)=\sum _{k=1}^{\infty }{\frac {2Af_{o}(-1)^{k+1}}{\pi }}{\frac {1}{f_{k}}}\sin(2\pi f_{k}t)}
各周波数成分の振幅絶対値を取り定数を {\displaystyle C} でくくると、その大きさは {\displaystyle C\cdot {f_{k}}^{-1}} となる。つまり、のこぎり波の周波数スペクトルでは振幅が周波数のマイナス1乗に比例（=周波数に反比例）して減衰する。
パワースペクトル密度ではマイナス2乗に比例し、この特性はノイズ信号におけるレッドノイズと類似している。

## 生成と近似
のこぎり波は様々な手法で生成・近似できる。

### 床関数による生成と近似
のこぎり波は線形信号と床関数で生成・近似できる。
のこぎり波は線形信号から床関数適用値を引くことで定義される（⇒ #床関数による定義）。そのため線形信号を用意できれば定義に従って厳密なのこぎり波が生成できる。
デジタル信号処理ではこの手法でのこぎり波が近似できる。その際、エイリアシングへの配慮が必要になる。のこぎり波のフーリエ級数による定義からわかるように、（アナログ）のこぎり波は周波数∞の成分を含む。離散時間信号ではナイキスト周波数以上の成分が折り返し雑音化するため、帯域制限無しでこの近似法を用いるとエイリアシングが発生する。

### 正弦波有限和による近似
のこぎり波は有限個の正弦波の和で近似できる。

のこぎり波は理論上、正弦波の無限和で近似される（⇒ #フーリエ級数による近似）。実用上、これを有限個で打ち切ることでものこぎり波を良く近似できる。打ち切り周波数を上げるほど鋸の歯に形状が近づいていく（図参照）。
この近似法はデジタル信号処理との相性がいい。離散時間信号は意図しないエイリアシングの危険性を常にもつが、この近似法は周波数を明示的に扱うためナイキスト周波数との関係が明確である。そのため打ち切り周波数をナイキスト周波数までに収めれば無駄なく・エイリアシングなくのこぎり波を近似できる。またこの近似法であれば高速フーリエ変換により効率的に合成できる。
この近似法は音楽分野での応用において有用である（⇒ #音源における正弦波近似の有用性）。

## 応用
のこぎり波は、ブラウン管などでの画像表示のための走査線を制御する信号の波形である（ラスタースキャン）。オシロスコープも時系列波形を描く際の水平方向の電子線偏向制御にのこぎり波を使っている。

### 音源
のこぎり波を音として聞いてみると、猛々しくハッキリしていて、周波数成分としては基本周波数の偶数倍音と奇数倍音の両方が含まれている。全ての整数倍音を含んでいるため、減算方式のシンセサイザーで、他の音を合成するベースとして使うのに便利である。のこぎり波は、バーチャルアナログ音源や減算方式などのほとんど全てのシンセサイザーの基本となっている。

#### 音源における正弦波近似の有用性
のこぎり波を音源に用いる際、正弦波有限和による近似は有用である。
ヒトは可聴域をもつため、それ以上の周波数の音は鳴っていても聞こえない。一方、のこぎり波のフーリエ級数による近似はのこぎり波が周波数∞までの正弦波純音の和だと示している。であれば、可聴域外の純音を省略した近似のこぎり波は、真のこぎり波と聴覚上同一（=聞こえが変わらない）とほぼ見做せる。そのため正弦波有限和による近似はほぼ完璧な近似として機能し、有用性が高い。